# Amalophyllon laceratum
Amalophyllon laceratum är en tvåhjärtbladig växtart som först beskrevs av Conrad Vernon Morton, och fick sitt nu gällande namn av Boggan, L.E. Skog och Roalson. Amalophyllon laceratum ingår i släktet Amalophyllon och familjen Gesneriaceae. Inga underarter finns listade i Catalogue of Life.